# دینو آتاناسیو
دینو آتاناسیو (انگلیسی: Dino Attanasio؛ زادهٔ ۸ مهٔ ۱۹۲۵) نویسندهٔ کتاب‌های کمیک است که در شهر میلان متولد شد. بعد از تحصیل در «آکادمی هنر میلان»، در دههٔ ۱۹۴۰ در زمینهٔ تصویرسازی و انیمیشن کار کرد. او در سال ۱۹۴۸ با برادرش «جیانی»، که او نیز هنرمند بود، به بلژیک نقل مکان کرد. او تصویرگر کتاب مصور عظمت بازیافته از انتشارات کانون پرورشی فکری کودکان و نوجوانان در پیش از انقلاب ۵۷ ایران است.